# Pfarrkirche Neusiedl an der Zaya

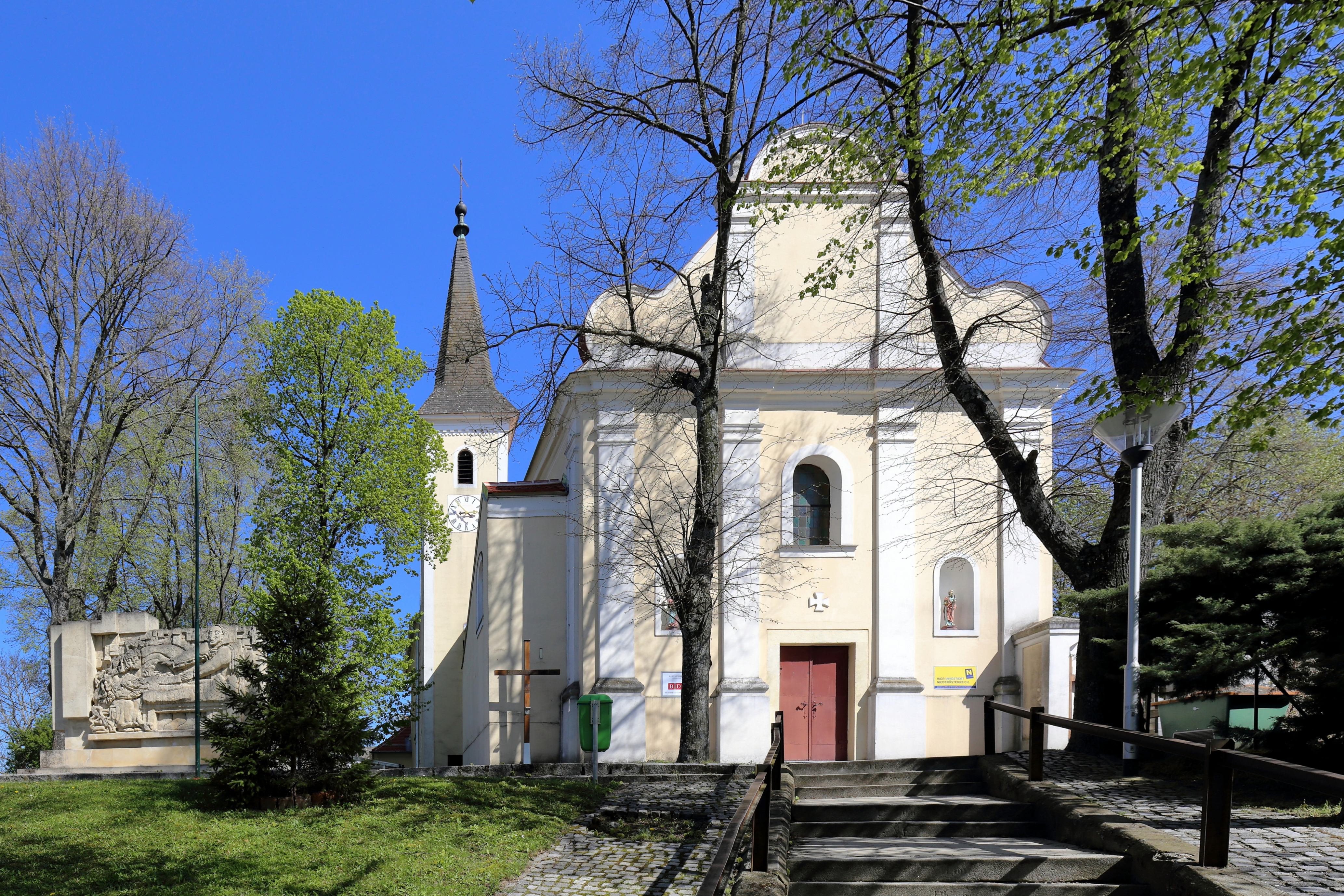
Katholische Pfarrkirche Hll. Petrus und Paulus in Neusiedl an der Zaya

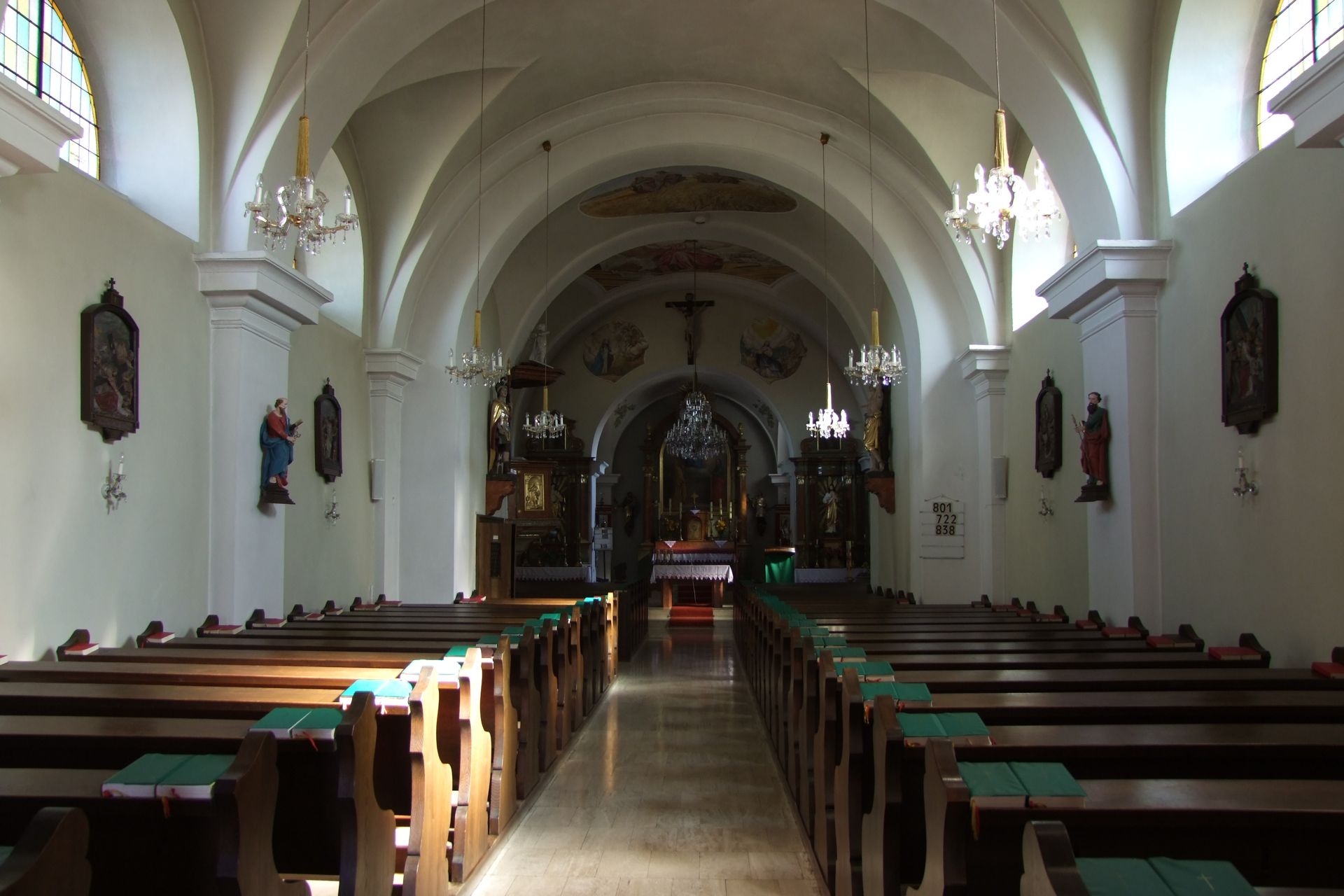
Langhaus, Blick zum Übergangsjoch

Die römisch-katholische Pfarrkirche Neusiedl an der Zaya steht leicht erhöht im Südosten der Ortschaft der Marktgemeinde Neusiedl an der Zaya in Bezirk Gänserndorf in Niederösterreich. Die dem Patrozinium der Heiligen Peter und Paul unterstellte Pfarrkirche gehört zum Dekanat Zistersdorf in der Erzdiözese Wien. Die Kirche steht unter Denkmalschutz (Listeneintrag).

## Geschichte
Das barocke Langhaus von 1740 hat einen gotischen Baukern. Im Jahr 1844 wurde die Kirche umgebaut und erweitert.
Die Pfarre wurde 1784 gegründet. 

## Architektur
Der im Kern mittelalterliche Barockbau hat eine barocke Westfassade mit Pilastergliederung und Rundbogenfenster, darüber befindet sich ein geschwungener Giebel. Die Fenster des Langhauses wurden 1844 zu Lünettenfenstern verändert, im Norden und Süden gibt es freigelegte gotische Spitzbogenfenster aus dem 14. Jahrhundert. Der zweigeschoßige Nordturm entstand 1741, er hat langhausseitig einen gotischen Mauerkern, große Schallfenster, er trägt einen Spitzhelm. Nach dem Langhaus schließt sich östlich ein nüchterner Erweiterungsbau mit Breitlisenen, einem bandartigen Gesims und einem großen Lünettenfenster im Süden an. Ganz im Osten steht ein Chor mit einem südlichen Lünettenfenster und mit einem Sakristeianbau im Norden.
Das Kircheninnere zeigt ein vierjochiges Langhaus unter einem Tonnengewölbe mit Stichkappen und Gurten auf flachen Wandpfeilern. Die Orgelempore ist flach unterfangen. Ein eingezogenes tonnengewölbtes Übergangsjoch führt zum breiten quadratischen Erweiterungsbau mit einer Flachkuppel auf Eckpfeilern. Der stark schmälere, leicht erhöhte quadratische Chor hat ein Platzlgewölbe und einen geraden Schluss.

## Einrichtung
Der schlichte klassizistische Hochaltar von 1847 zeigt das Altarblatt Sacra Conversatione mit den Heiligen Petrus und Paulus vom Maler Thomas Marzik und trägt flankierende Figuren der Heiligen Johannes Nepomuk und Antonius aus dem Ende des 18. Jahrhunderts sowie eine Figurengruppe Heilige Dreifaltigkeit vom Bildhauer Firma Schwarzer 1857.
Die spätbarocken Seitenaltäre entstanden am Ende des 18. Jahrhunderts. Der linke Seitenaltar trägt eine Figur Immaculata und zeigt im Auszug das Bild Kreuzabnahme. Der rechte Seitenaltar trägt eine Figur Herz Jesu aus dem 19. Jahrhundert. Die klassizistische Kanzel aus dem Ende des 18. Jahrhunderts hat Reliefs mit den vier Aposteln am Korb und trägt am Schalldeckel Putti mit den drei göttlichen Tugenden.
Es gibt weiters die Figuren der Heiligen Sebastian und Florian von der Firma Schwarzer 1857. Die Kreuzwegbilder schuf Max Wampotitz 1924. Der barocke Taufstein entstand im Anfang des 18. Jahrhunderts.
Die Orgel baute Johann M. Kauffmann 1902.